# 崎嶇山的故事
《崎嶇山的故事》是一部由愛倫·坡於1844年所著的短篇小說，當時發佈在Godey's Lady's Book上。

## 故事簡介
故事主角貝羅德有一天上山，但其家人遲遲都未見他歸來，直至晚上八時貝羅德才回家，他解釋因為在山上發了一個奇怪的夢，他夢見自己處身於城市的街道之中，與另一幫人在進行游擊戰。貝羅德後來將整件事告訴心生理醫生，醫生指這段夢與醫生的一個己去世的友人的經歷一樣，並指自己主動結識貝羅德是因為他的相貌酷似醫生的友人。結果數日後貝羅德離奇病發身亡。